# 도마 (도구)
도마(영어: cutting board, chopping board)는 식칼로 음식의 재료를 썰거나 다질 때에 밑에 받치는 것을 말한다.
도마는 재료를 놓는 내구성 있는 판이다. 주방 도마는 일반적으로 음식을 준비하는 데 사용된다. 가죽이나 플라스틱과 같은 원자재를 절단하기 위한 다른 유형이 있다. 주방 도마는 종종 나무나 플라스틱으로 만들어지며 다양한 너비와 크기로 제공된다. 유리나 철, 대리석 등으로 된 도마도 있는데, 나일론이나 코리안 등의 나무나 플라스틱 도마보다 청소가 쉽지만 경도 때문에 칼이 손상되는 경향이 있다. 거친 절단면(예: 톱니 모양의 칼)은 매끄러운 절단 도구보다 절단 표면을 더 빨리 마모시키고 손상시킨다.